# Hylaeus crispulus
Hylaeus crispulus är en biart som beskrevs av Dathe 1980. Hylaeus crispulus ingår i släktet citronbin, och familjen korttungebin. Inga underarter finns listade i Catalogue of Life.